# Pirozynskiella costaricensis
Pirozynskiella costaricensis är en svampart som först beskrevs av Speg., och fick sitt nu gällande namn av S. Hughes 2007. Pirozynskiella costaricensis ingår i släktet Pirozynskiella, divisionen sporsäcksvampar och riket svampar.   Inga underarter finns listade i Catalogue of Life.